# بلومینگ‌رز (ویرجینیای غربی)
بلومینگ‌رز (به انگلیسی: Bloomingrose) یک منطقهٔ مسکونی در ایالات متحده آمریکا است که در شهرستان بونی، ویرجینیای غربی واقع شده‌است. بلومینگ‌رز ۲۰۶٫۹۶ متر بالاتر از سطح دریا واقع شده‌است.